# Abdelkader Horr
Abdelkader Horr (né le 10 novembre 1953 à Alger) est un joueur de football international algérien, qui évoluait au poste de défenseur.
Il compte 51 sélections en équipe nationale entre 1978 et 1982.

## Biographie
Avec l'équipe d'Algérie, 51 Sélections dont  37 matchs officiels (pour 2 buts inscrits) entre 1978 et 1982, et fut notamment dans le groupe des 23 lors des CAN de 1980 et de 1982,.
Deux Sélections en Équipe Nationale Espoir - Participation au Tournoi de l'amitié en Burkina Faso en 1975.
Il a également disputé la coupe du monde 1982.

## Palmarès international

### En Club
DNC Alger
- vainqueur de la coupe d'Algérie 1982
  - finaliste en 1984

- Quart de finaliste de la Coupe d'Afrique des vainqueurs de coupe en 1983

### Équipe d'Algérie
- Jeux Méditerranéens  :
  - Médaille de Bronze Split 1979.

- Jeux Africains  :
  - Médaille d'Or Alger 1978.

- Jeux olympiques :
  - Qualification JO Moscou 1980.

- Coupe du Monde :
  - 1er Tour Espagne 1982

- Coupe d'Afrique des nations :
  - Finaliste : 1980 Médaille d'argent Lagos 1980.
  - 4e place en Libye 1982